# スメンデス1世
スメンデス1世（Smendes I、在位：紀元前1070 - 1043年頃）は、古代エジプト第21王朝の初代ファラオ。スメンデスはヨセフスやアフリカヌスら後代の歴史家によるギリシャ語表記の名で、古代エジプト語本来の名はネスバネブジェド（Nesbanebdjed）と言い、「メンデス（ジェデド）の主の牡羊」を意味する。即位名は「明るきはラーの出現、ラーに選ばれしもの」を意味するヘジュケペルラー・セテプエンラー 。

## 概要
生い立ちについてははっきりとは分からないが、ヘルラーという人物を母に持つ可能性がある。ヘルラーはアメン神に仕える巫女の長であり、おそらくアメンの大司祭の妻であった。この仮説が正しいとすればネスバネブジェドはヘルラーの娘ネジュメトの兄弟で、大司祭ヘリホルあるいはピアンキの義理の兄弟だった事になる
第20王朝最後の王ラムセス11世の治世中は、タニスを拠点とする上エジプトの有力な知事であったと考えられる。ラムセス11世の娘であるテントアメンと結婚することで王位の継承権を得て、義父の死後に新たな王朝を創始した。

### ウェンアメンの航海
タニスの支配者としてのネスバネブジェドはウェンアメンの航海の記録に詳しく記述されている。
王の治世5年、アメンの大神官ヘリホルの命を受けたウェンアメンは、建築資材のレバノン杉を買い付けるべく使者としてビブロスに派遣された。ネスバネブジェドはウェンアメンが北へ向かう許可を求めて立ち寄ったタニスの支配者として登場する。その後ウェンアメンは、航海の途上で反乱に遭って無一文となり、這う這うの体でビブロスに辿りついた。その姿を見たビブロスの領主は木材の引き渡しを拒み、ネスバネブジェドが代金を立て替えるまでの間、ウェンアメンを拘束したとされる。
大国としてのエジプトの権威の凋落ぶりが表現されたこの物語は、ラムセス11世の治世24年目頃のものと考えられている。しかし、この第5年という日付が実際にどの王の治世なのかははっきりとは分かっていない。一部の研究者はテーベの統治者として「ウヘム・メスウト(再生)」の年号を起用した大司祭ヘリホルの任期を示すとみなしている。しかし、ヘリホルとピアンキの統治の順序については議論が続いており、ヘリホルがラムセス11世よりも長く生きたとする見解も存在する 。この場合、ウェンアメンの航海の日付はラムセス11世ではなく、むしろその後継者のいずれか、即ちネスバネブジェドの治世である可能性がある。

### 治世
メンフィスで戴冠した後、スメンデスは首都をペル・ラムセスからタニスへと移し、中王国や新王国時代の建築物を流用して、都に相応しい姿に作り変えた。但し、王の支配が及ぶ地域はデルタを中心とする下エジプトに限定され、上エジプトはパネジェム1世やマサハルタ、メンケペルラーといったアメンの大司祭が統治する事実上の独立国家であった（アメン大司祭国家）。だがスメンデスの権威は名目上、エジプト全土で承認されていたらしく、ナイル川の氾濫によって損傷したカルナック神殿の修復事業が、スメンデスの命で行われている。
また、大司祭メンケペルラーがテーベで起こった反乱を鎮圧した事を記録した碑文には、王の治世25年目の日付があるが、メンケペルラー自身は王を名乗った形跡が無いため、この日付もスメンデスの治世を数えたものと見られている。
ネスバネブジェド1世は26年程在位し、死後は息子と思われるアメンエムニスゥが王位を継いだ。
彼の即位名であるヘジュケペルラー・セテプエンラーはその後の第22王朝や23王朝の王たちに好んで使用され、シェションク1世、シェションク4世、タケロト1世、タケロト2世及びハルスィエセの5人が採用している。